# ジョニー・クライスト
ジョニー・クライスト（Johnny Christ 1984年11月18日 - ）はアメリカのヘヴィメタル・バンド、アヴェンジド・セヴンフォールドのベーシスト。2002年に加入。本名ジョナサン・ルイス・シュワード（Jonathan Lewis Seward）。

## 経歴
カリフォルニア州ハンティントンビーチにて誕生。13歳の頃、ベースを始めて独学で弾けるようになった。幼い頃からバンドを結成したいと考えていたため、スワード・マリーナ・ハイスクールという大学に通った。それ以降アヴェンジド・セブンウォールドのメンバーと出会った。前のベーシストが事情によって脱退した後、同バンドに加入。アルバム『ウェイキング・ザ・フォーレン』から参加した。

## その他
タトゥーが多数彫られてあり、フレディ・クルーガー、チャッキー、ジャック・ニコルソン、ジェイソン・ボーヒーズ、キャロリン・ジョーンズなどのホラー映画キャラクター、首には常にカウボーイハットになりたいという理由でカウボーイハットを被った頭蓋骨のタトゥー、胸には2009年に同バンドの元ドラマーであるザ・レヴのデスバットの大きなタトゥー、指には「ビール」と「ワイン」という言葉が彫られている。